# Patricia Schumann
Patricia Schumann (* 4. Juni 1975) ist eine dänische Schauspielerin.

## Leben
Patricia Schumann absolvierte ein Schauspielstudium an der nationalen Theaterhochschule in Kopenhagen. Seit 2007 ist sie als Film- und Fernsehdarstellerin zu sehen. Für den Film Submarino wurde sie 2010 mit dem Bodil als beste Nebendarstellerin geehrt und für den Robert nominiert.

## Filmografie (Auswahl)
- 2007: Insel der verlorenen Seelen (De fortabte sjæles ø)
- 2009: Profetia
- 2010: Hold om mig
- 2010: Submarino
- 2010–2013: Borgen – Gefährliche Seilschaften (Borgen, Fernsehserie, 10 Folgen)
- 2013: Rita (Fernsehserie, 4 Folgen)
- 2013: Erbarmen (Kvinden i buret)
- 2014: Die Zeitfälscherin (Tidsrejsen, Fernsehserie, 17 Folgen)
- 2016: Shelley
- 2017: Die Wege des Herrn (Herrens veje, Fernsehserie, 5 Folgen)
- 2018: Die Brücke – Transit in den Tod (Broen, Fernsehserie, 4 Folgen)
- 2019: Walhalla – Die Legende von Thor (Valhalla)
- 2020: De forbandede år
- 2021: Das Bombardement (Skyggen i mit øje)
- 2022: Betlémské svetlo